# Réseau hydrographique de la Vuoksi
Le réseau hydrographique de la Vuoksi (finnois : Vuoksen vesistö) est le réseau hydrographique de la rivière Vuoksi en Finlande et en république de Carélie.

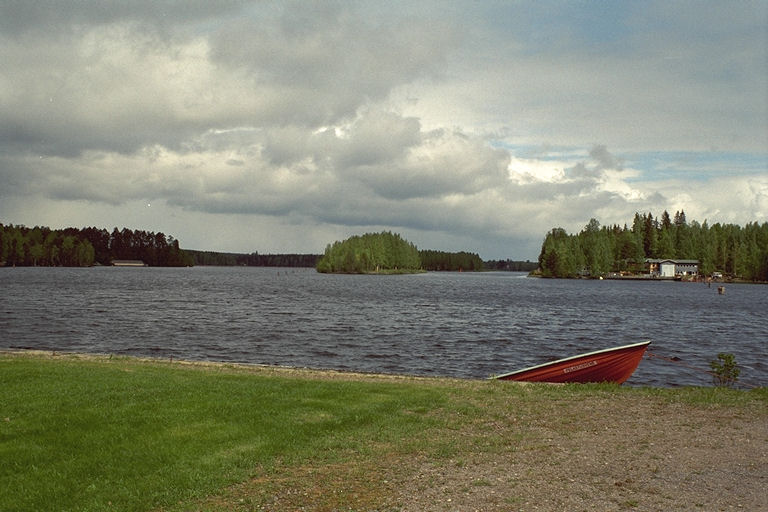
Canal d'Alajärvi.

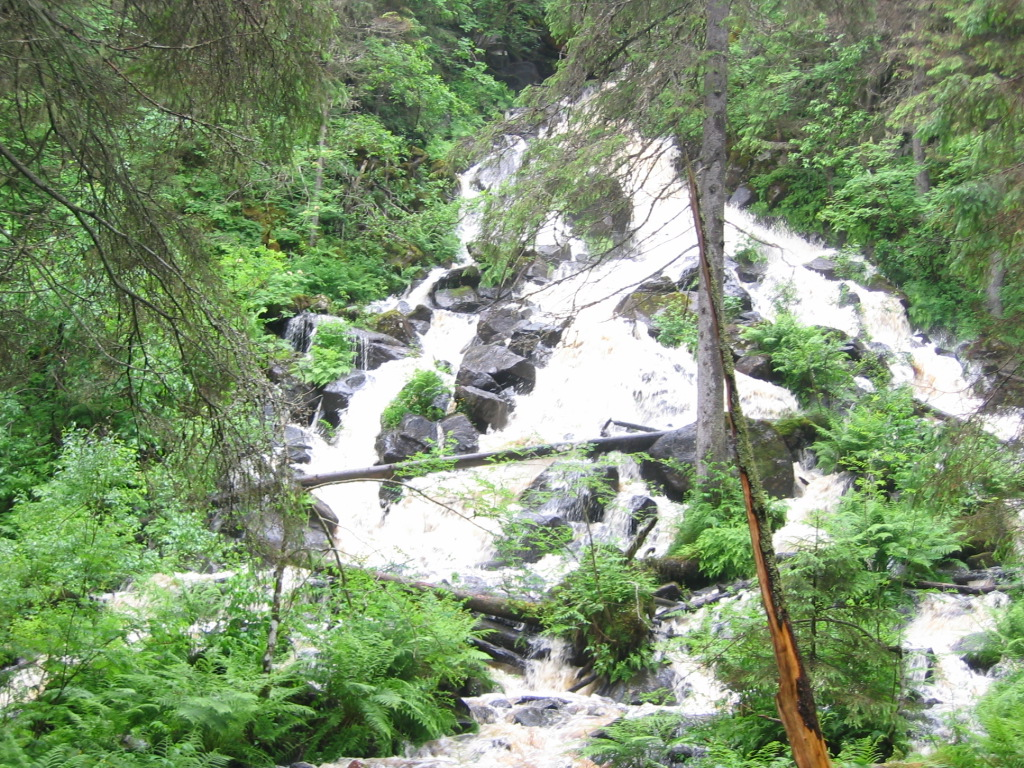
Rapides Korkeakoski.

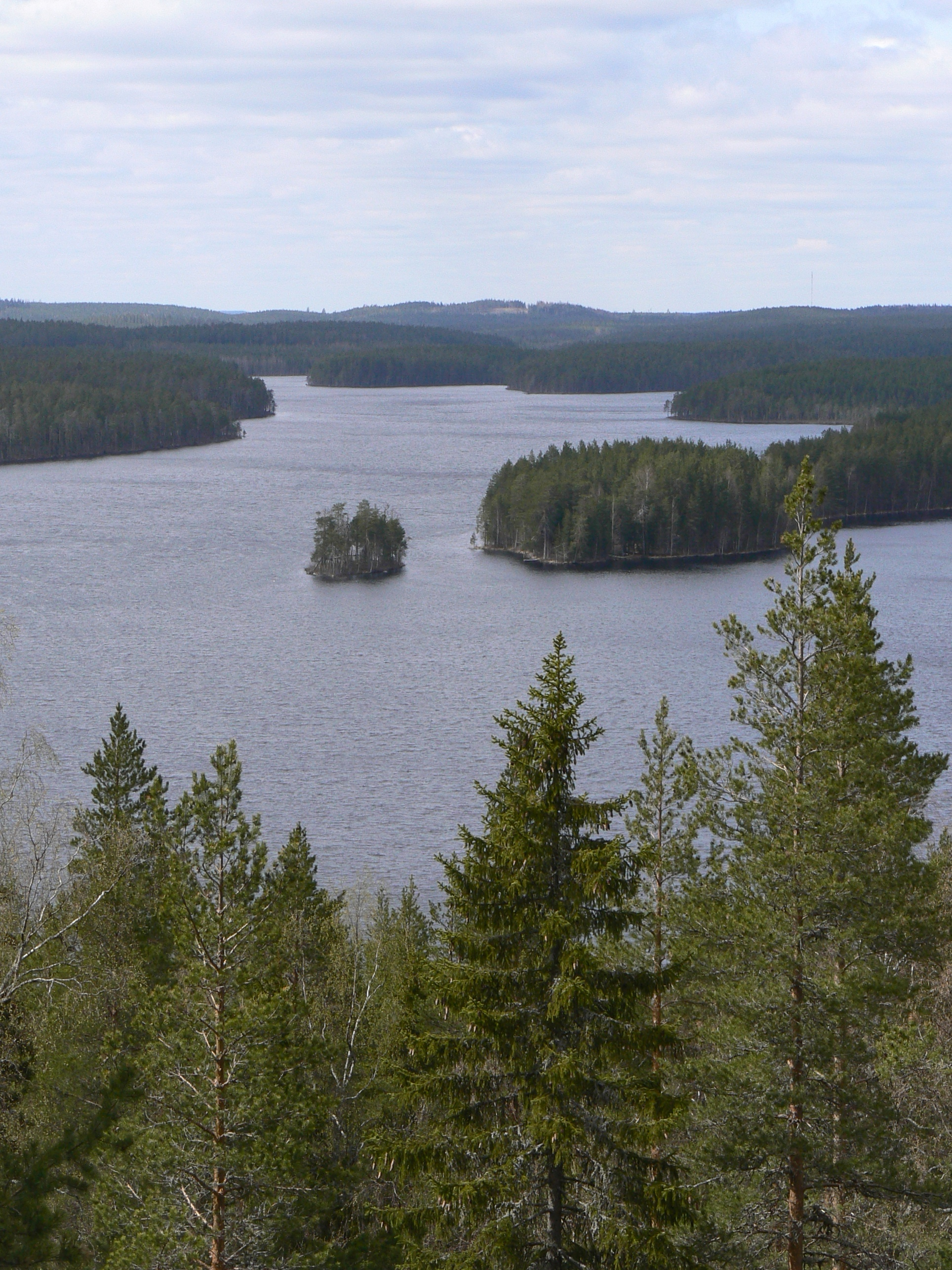
Neitijärvi-Ruunaa.

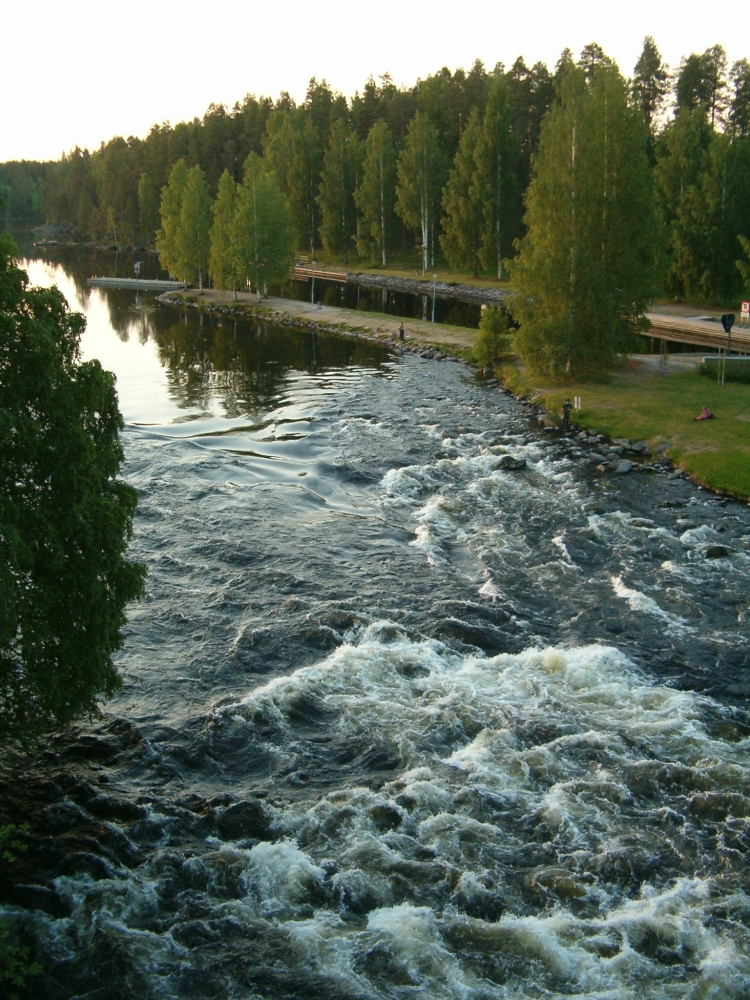
Rapides Karvionkoski.

## Présentation
Le bassin est le plus grand bassin versant de Finlande.
Il s'étend dans la vallée de la Kymi, en Savonie du Sud, en Savonie du Nord, en  Carélie du Sud, en Carélie du Nord, dans le Kainuu, l'Ostrobotnie du Nord et la république de Carélie. 
La Vuoksi se déverse dans le lac Ladoga.
La superficie du bassin est de 61 560 km2 dont 52 400 km2 en Finlande.
Les lacs représentent 19,78 % de la superficie du bassin.
Le lac principal est le Suur-Saimaa qui comprend entre autres l'Etelä-Saimaa (fi), le Pihlajavesi, l'Haukivesi, le Puruvesi, l'Orivesi et le Pyhäselkä. 
Les lacs Unnukka, Kallavesi, Pielinen, Kermajärvi, Juojärvi ou Suvasvesi font, entre autres, partie du bassin versant.
La navigation du réseau hydrographique de la Vuoksi à la mer Baltique est possible par le canal de Saimaa de Lappeenranta à Viipuri.
Le réseau fait partie du bassin de la Neva.

## Divisions
Le bassin hydrographique est constitué des zones ou bassins versants suivants:
- Zone du Suur-Saimaa (04.1)
- Zone du Haukivesi–Kallavesi  (04.2)
- Zone du Orivesi–Pyhäselkä (04.3)
- Bassin versant du cours d'eau de Pielinen (04.4)
- Bassin versant du cours d'eau de Iisalmi  (04.5)
- Bassin versant du cours d'eau de Nilsiä (04.6)
- Bassin versant du cours d'eau de Juojärvi (04.7)
- Bassin versant du cours d'eau de Höytiäinen (04.8)
- Bassin versant du cours d'eau de Koitajoki (04.9)

## Canaux du réseau
- Canal d'Alajärvi, Varkaus
- Canal d'Haponlahti, Savonlinna
- Canal de Kaavinkoski, Kaavi-Tuusniemi
- Canal de Kihlovirta, Iisalmi
- Canal de Kirkkotaipale , Ristiina
- Canal de Kivisalmi, Rääkkylä
- Canal de Kortekannas, Heinävesi–Leppävirta
- Canal de Kortesalmi, Kuopio
- Canal de Kutvele , Ruokolahti–Taipalsaari
- Canal de Muuraispuro , Leppävirta
- Canal d'Oravi, Savonlinna
- Canal de Piensaari, Varkaus
- Canal de Pitkälänniemi, Varkaus
- Canal de Pussilantaipale , Varkaus
- Canal de Rahasalmi, Leppävirta
- Canal de Siikasalmi, Mikkeli
- Canal de Sitkoinleuvansalmi, Puumala
- Canal de Tikankaivanto , Liperi
- Canal de Varkaantaipale , Ristiina
- Canal de Vihtakanta, Savonranta
- Canal de Välikanava, Heinävesi
- Canal de Vääräkoski, Heinävesi
- Canal de Väätämönsalmi,  Mikkeli